# Poupas
Poupas (en occitan : Popàs) est une commune française située dans le sud-ouest du département de Tarn-et-Garonne, en région Occitanie.
Sur le plan historique et culturel, la commune est dans la Lomagne, une ancienne circonscription de la province de Gascogne ayant titre de vicomté, surnommée « Toscane française ».
Exposée à un climat océanique altéré, elle est drainée par l'Arrats, le ruisseau de Cameson et par divers autres petits cours d'eau. La commune possède un patrimoine naturel remarquable composé d'une zone naturelle d'intérêt écologique, faunistique et floristique.
Poupas est une commune rurale qui compte 88 habitants en 2022, après avoir connu un pic de population de 536 habitants en 1831.  Ses habitants sont appelés les Poupassiens ou  Poupassiennes.

## Géographie

### Localisation
Commune située en Lomagne, limitrophe du département du Gers.

### Communes limitrophes
Située dans le Tarn-et-Garonne en bordure du Gers, Poupas partage des frontières avec plusieurs communes des deux départements.

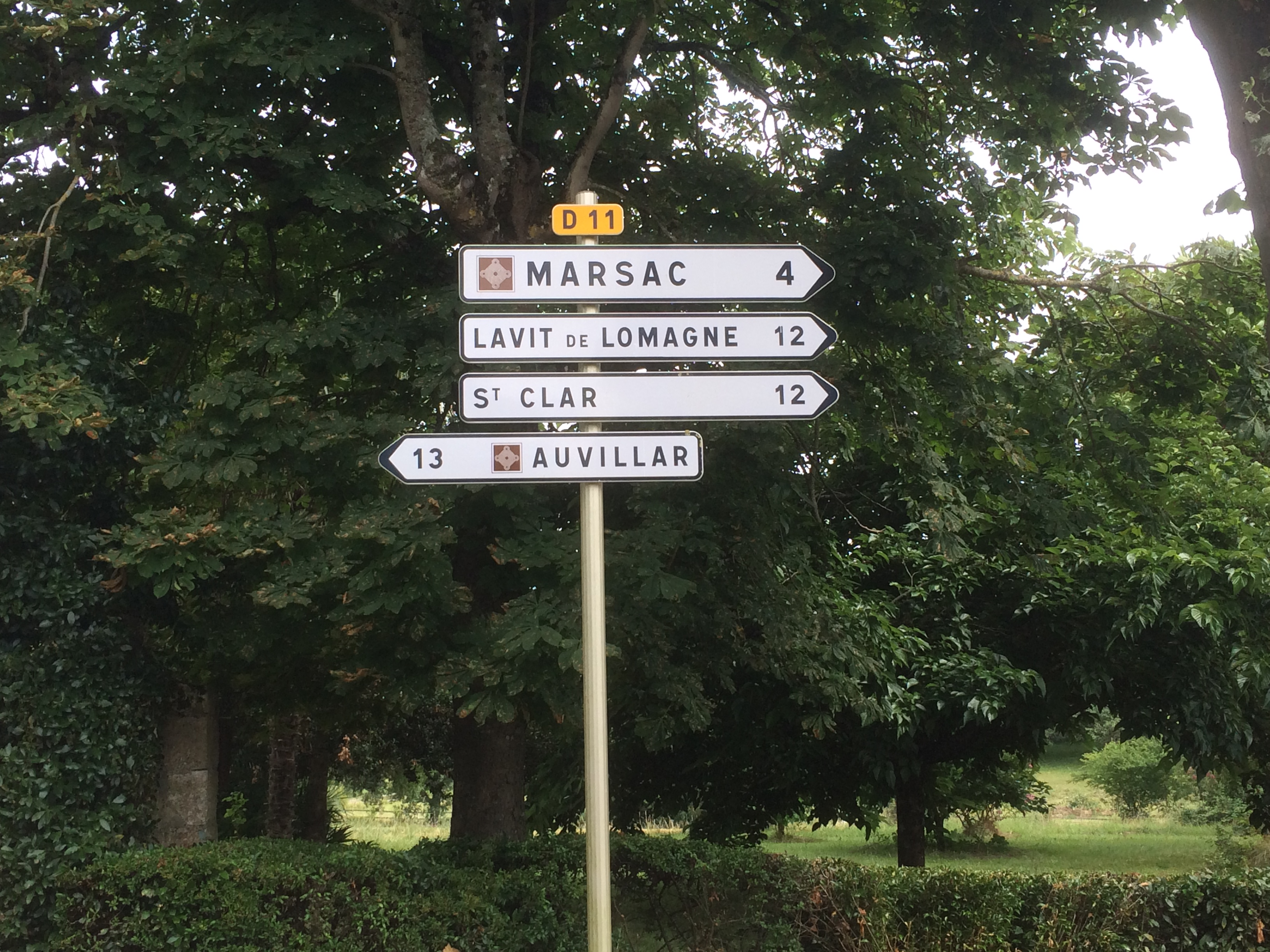
Panneaux de signalisation à Poupas

Les communes limitrophes sont  Balignac, Lachapelle, Marsac, Miradoux, Montgaillard et Puygaillard-de-Lomagne.
|                 | Lachapelle | Puygaillard-de-Lomagne |
| Miradoux (Gers) | Poupas     | Balignac               |
|                 | Marsac     | Montgaillard           |

### Hydrographie

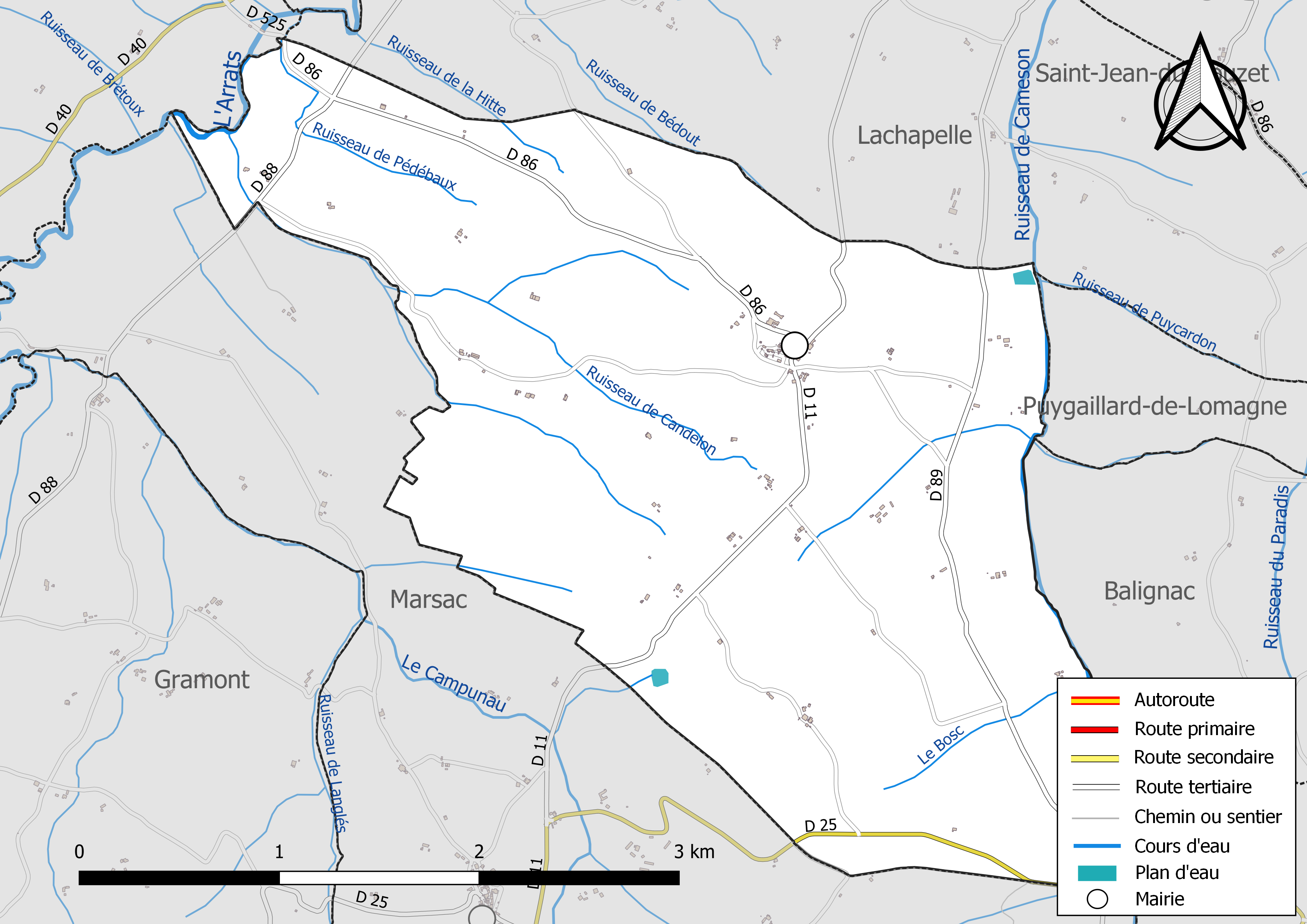
Réseaux hydrographique et routier de Poupas.

La commune est dans le bassin versant de la Garonne, au sein du bassin hydrographique Adour-Garonne. Elle est drainée par l'Arrats, le ruisseau de Cameson, un bras de l'Arrats, le Bosc, le ruisseau de Bédout, le ruisseau de Candelon, le ruisseau de la Hitte, le ruisseau de Pédébaux et par divers petits cours d'eau, constituant un réseau hydrographique de 13 km de longueur totale,.
L'Arrats, d'une longueur totale de 162 km, prend sa source dans la commune de Lannemezan et s'écoule du sud vers le nord. Il traverse la commune et se jette dans la Garonne à Saint-Loup, après avoir traversé 66 communes.
Le ruisseau de Cameson, d'une longueur totale de 23,1 km, prend sa source dans la commune de Castéron et s'écoule du sud vers le nord. Il traverse la commune et se jette dans l'Ayroux à Saint-Michel, après avoir traversé 13 communes.

### Climat
Pour des articles plus généraux, voir Climat de l'Occitanie et Climat de Tarn-et-Garonne.
En 2010, le climat de la commune est de type climat du Bassin du Sud-Ouest, selon une étude du Centre national de la recherche scientifique s'appuyant sur une série de données couvrant la période 1971-2000. En 2020, Météo-France publie une typologie des climats de la France métropolitaine dans laquelle la commune est exposée à un climat océanique altéré et est dans la région climatique Aquitaine, Gascogne, caractérisée par une pluviométrie abondante au printemps, modérée en automne, un faible ensoleillement au printemps, un été chaud (19,5 °C), des vents faibles, des brouillards fréquents en automne et en hiver et des orages fréquents en été (15 à 20 jours).
Pour la période 1971-2000, la température annuelle moyenne est de 13 °C, avec une amplitude thermique annuelle de 15,9 °C. Le cumul annuel moyen de précipitations est de 739 mm, avec 10,2 jours de précipitations en janvier et 6 jours en juillet. Pour la période 1991-2020, la température moyenne annuelle observée sur la station météorologique de Météo-France la plus proche, « Mauroux », sur la commune de Mauroux à 7 km à vol d'oiseau, est de 14,0 °C et le cumul annuel moyen de précipitations est de 677,6 mm. 
La température maximale relevée sur cette station est de 42,3 °C, atteinte le 24 août 2023 ; la température minimale est de −12 °C, atteinte le 8 février 2012,,.
Les paramètres climatiques de la commune ont été estimés pour le milieu du siècle (2041-2070) selon différents scénarios d'émission de gaz à effet de serre à partir des nouvelles projections climatiques de référence DRIAS-2020. Ils sont consultables sur un site dédié publié par Météo-France en novembre 2022.

### Milieux naturels et biodiversité

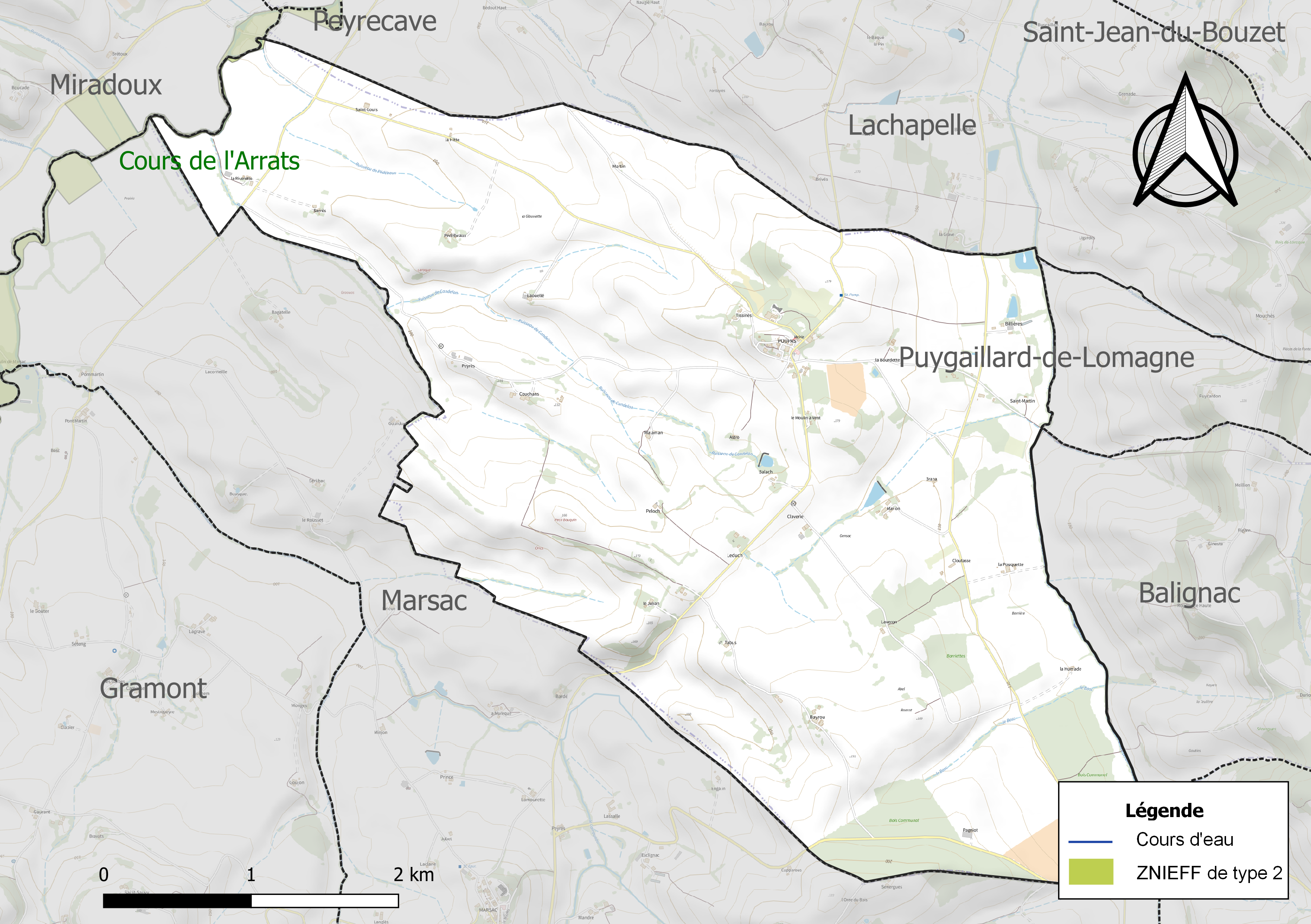
Carte de la ZNIEFF de type 2 localisée sur la commune.

L’inventaire des zones naturelles d'intérêt écologique, faunistique et floristique (ZNIEFF) a pour objectif de réaliser une couverture des zones les plus intéressantes sur le plan écologique, essentiellement dans la perspective d’améliorer la connaissance du patrimoine naturel national et de fournir aux différents décideurs un outil d’aide à la prise en compte de l’environnement dans l’aménagement du territoire.
Une ZNIEFF de type 2 est recensée sur la commune :
le « cours de l'Arrats » (815 ha), couvrant 30 communes dont 22 dans le Gers et huit dans le Tarn-et-Garonne.

## Urbanisme

### Typologie
Au 1er janvier 2024, Poupas est catégorisée commune rurale à habitat très dispersé, selon la nouvelle grille communale de densité à sept niveaux définie par l'Insee en 2022.
Elle est située hors unité urbaine et hors attraction des villes,.

### Occupation des sols
L'occupation des sols de la commune, telle qu'elle ressort de la base de données européenne d’occupation biophysique des sols Corine Land Cover (CLC), est marquée par l'importance des territoires agricoles (94 % en 2018), une proportion identique à celle de 1990 (94 %). La répartition détaillée en 2018 est la suivante : 
terres arables (83 %), zones agricoles hétérogènes (11 %), forêts (6 %). L'évolution de l’occupation des sols de la commune et de ses infrastructures peut être observée sur les différentes représentations cartographiques du territoire : la carte de Cassini (XVIIIe siècle), la carte d'état-major (1820-1866) et les cartes ou photos aériennes de l'IGN pour la période actuelle (1950 à aujourd'hui).

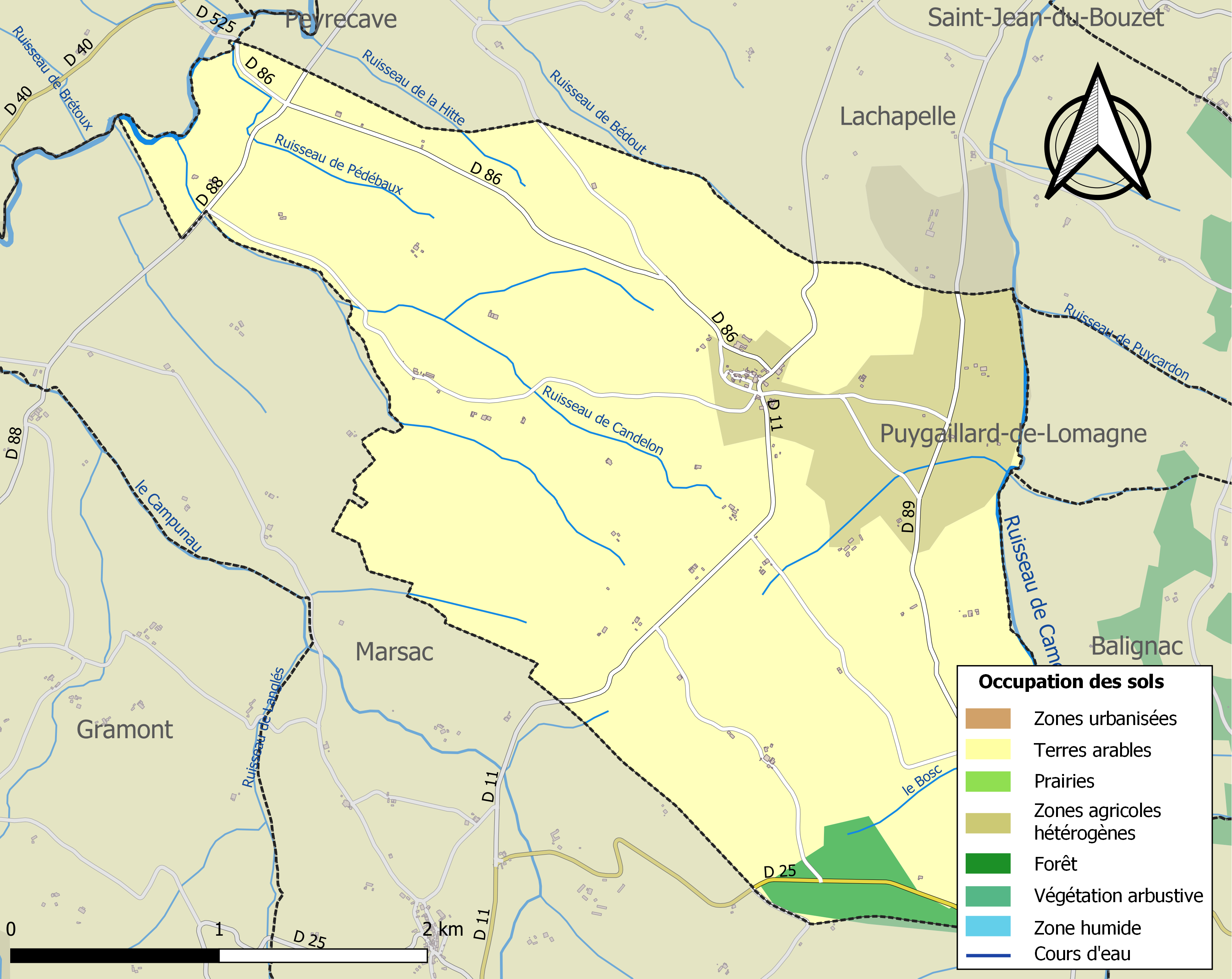
Carte des infrastructures et de l'occupation des sols de la commune en 2018 (CLC).

### Risques majeurs
Le territoire de la commune de Poupas est vulnérable à différents aléas naturels : météorologiques (tempête, orage, neige, grand froid, canicule ou sécheresse), inondations, mouvements de terrains et séisme (sismicité très faible). Il est également exposé à deux risques technologiques,  le transport de matières dangereuses et le risque nucléaire. Un site publié par le BRGM permet d'évaluer simplement et rapidement les risques d'un bien localisé soit par son adresse soit par le numéro de sa parcelle.

#### Risques naturels
Certaines parties du territoire communal sont susceptibles d’être affectées par le risque d’inondation par débordement de cours d'eau, notamment l'Arrats et le ruisseau de Cameson. La cartographie des zones inondables en ex-Midi-Pyrénées réalisée dans le cadre du XIe Contrat de plan État-région, visant à informer les citoyens et les décideurs sur le risque d’inondation, est accessible sur le site de la DREAL Occitanie. La commune a été reconnue en état de catastrophe naturelle au titre des dommages causés par les inondations et coulées de boue survenues en 1982, 1996 et 1999,.
Poupas est exposée au risque de feu de forêt. Le département de Tarn-et-Garonne présentant toutefois globalement un niveau d’aléa moyen à faible très localisé, aucun Plan départemental de protection des forêts contre les risques d’incendie de forêt (PFCIF) n'a été élaboré. Le débroussaillement aux abords des maisons constitue l’une des meilleures protections pour les particuliers contre le feu,.

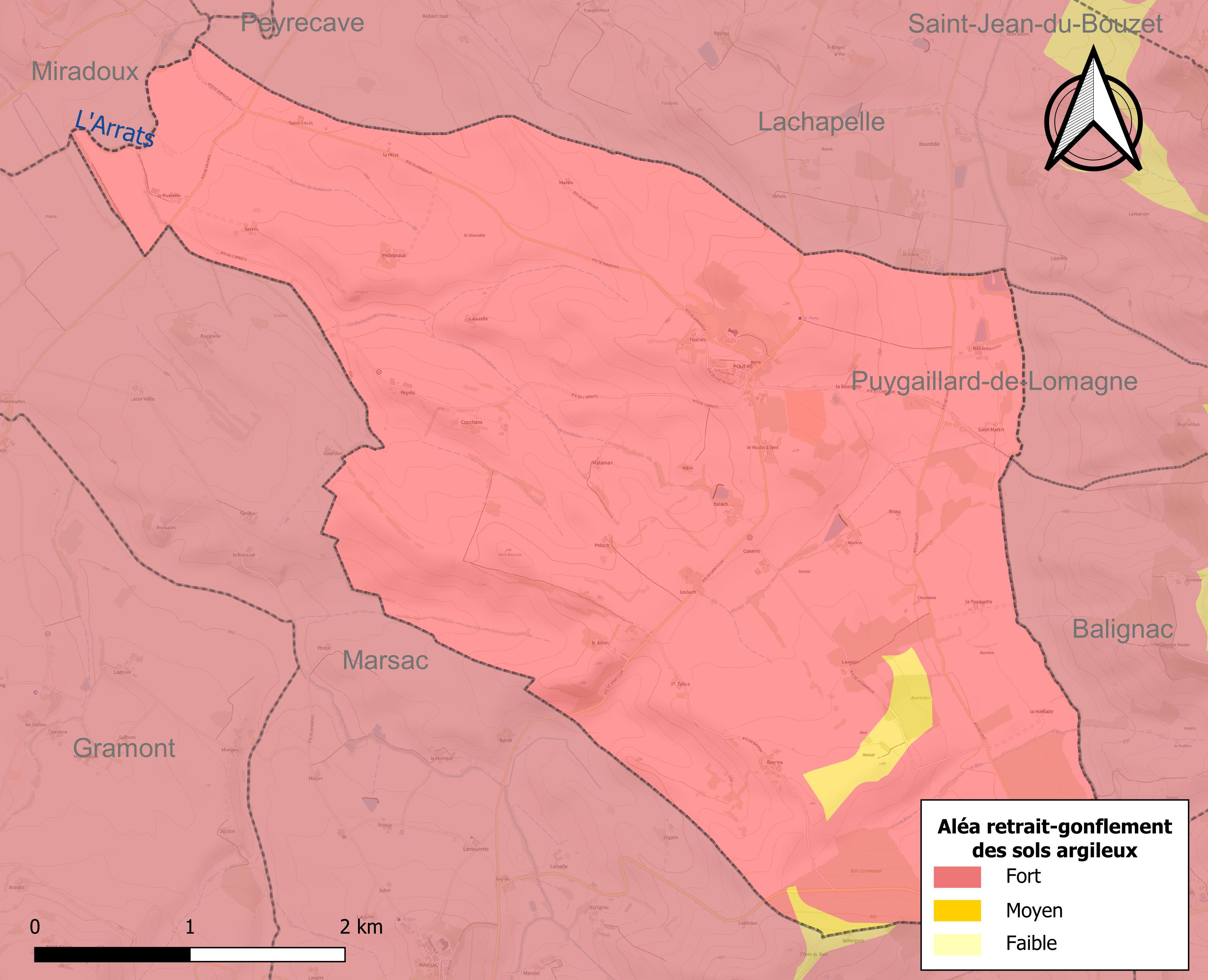
Carte des zones d'aléa retrait-gonflement des sols argileux de Poupas.

Les mouvements de terrains susceptibles de se produire sur la commune sont des tassements différentiels.
Le retrait-gonflement des sols argileux est susceptible d'engendrer des dommages importants aux bâtiments en cas d’alternance de périodes de sécheresse et de pluie. La totalité de la commune est en aléa moyen ou fort (92 % au niveau départemental et 48,5 % au niveau national). Sur les 55 bâtiments dénombrés sur la commune en 2019, 55 sont en aléa moyen ou fort, soit 100 %, à comparer aux 96 % au niveau départemental et 54 % au niveau national. Une cartographie de l'exposition du territoire national au retrait gonflement des sols argileux est disponible sur le site du BRGM,.
Par ailleurs, afin de mieux appréhender le risque d’affaissement de terrain, l'inventaire national des cavités souterraines permet de localiser celles situées sur la commune.
Concernant les mouvements de terrains, la commune a été reconnue en état de catastrophe naturelle au titre des dommages causés par la sécheresse en 1989, 1993, 1999, 2003, 2009 et 2016 et par des mouvements de terrain en 1999.

#### Risques technologiques
Le risque de transport de matières dangereuses sur la commune est lié à sa traversée par des infrastructures routières ou ferroviaires importantes ou la présence d'une canalisation de transport d'hydrocarbures. Un accident se produisant sur de telles infrastructures est susceptible d’avoir des effets graves sur les biens, les personnes ou l'environnement, selon la nature du matériau transporté. Des dispositions d’urbanisme peuvent être préconisées en conséquence.
En cas d’accident grave, certaines installations nucléaires sont susceptibles de rejeter dans l’atmosphère de l’iode radioactif. La commune étant située dans le périmètre de sûreté de 20 km autour de la centrale nucléaire de Golfech, elle est exposée au risque nucléaire. En cas d'accident nucléaire, une alerte est donnée par différents médias (sirène, sms, radio, véhicules). Dès l'alerte, les personnes habitant dans le périmètre de 2 km se mettent à l'abri. Les personnes habitant dans le périmètre de 20 km peuvent être amenées, sur ordre du préfet, à évacuer et ingérer des comprimés d'iode,,.

## Toponymie

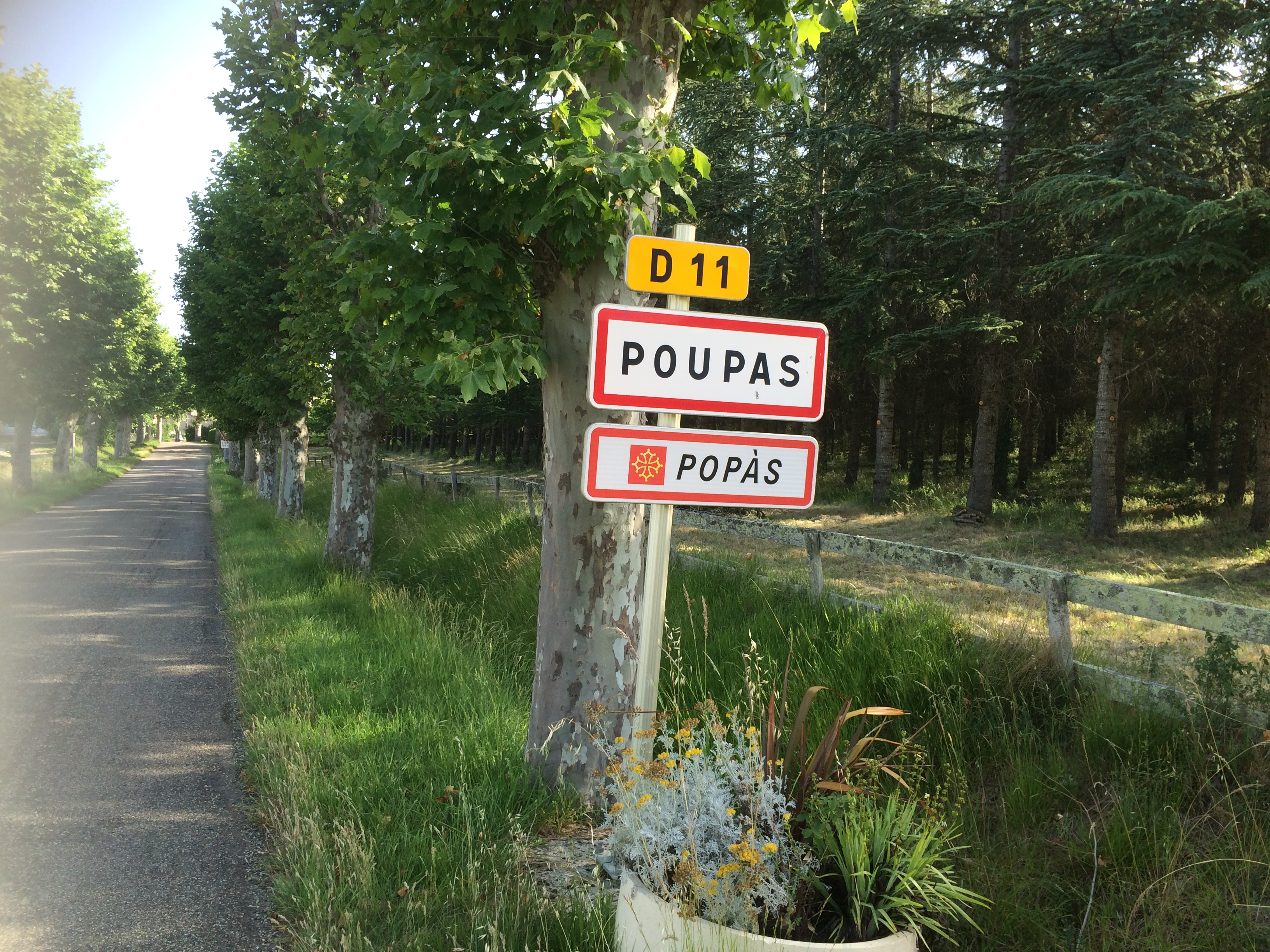
Entrée dans Poupas

Le nom Poupas est dérivé de l’occitan « Popàs ». En l’occitan, la popa (\'pupɔ\), désigne le sein.
En effet le village ne se situe pas sur une colline isolée, mais sur une ligne de crête constituée de mamelons qui se succèdent.

## Histoire
L’histoire du territoire de Poupas apparaît à l’époque médiévale. Des vestiges archéologiques du Haut Moyen Âge et des tessons de poteries communes d’époque médiévale en témoignent.
En 1291, la terre de Poupas est un fief, propriété de Hélie et Bors de Talleyrand, vicomtes de Lomagne. Cette même année, ils en font don à l'abbé de Moissac en garantie d'une obligation. Après la mort de Marquèse de Talleyrand, fils de Hélie, la terre de Poupas revient aux descendants des vicomtes de Lomagne et d'Auvillar.

## Politique et administration
| Période                                  | Période                       | Identité                       | Étiquette | Qualité |
| ---------------------------------------- | ----------------------------- | ------------------------------ | --------- | ------- |
| 1792                                     | 1797                          | Pierre Massoc                  |           |         |
| 1797                                     | 1800                          | André Candelon                 |           |         |
| 1800                                     | 1803                          | Jean Labatut                   |           |         |
| 1803                                     | 1807                          | Jean Gensac                    |           |         |
| 1807                                     | 1812                          | André Candelon                 |           |         |
| 1812                                     | 1815                          | Pertuze                        |           |         |
| 1815                                     | 1821                          | Jean Labatut                   |           |         |
| 1821                                     | 1825                          | Jean Candelon                  |           |         |
| 1825                                     | 1834                          | Jean Gibily                    |           |         |
| 1834                                     | 1837                          | Jean Candelon                  |           |         |
| 1837                                     | 1850                          | Jean Gibily                    |           |         |
| 1850                                     | 1855                          | Jean Canteloup                 |           |         |
| 1855                                     | 1860                          | André Candelon                 |           |         |
| 1860                                     | 1865                          | Antoine Pujos                  |           |         |
| 1865                                     | 1870                          | François Beraut                |           |         |
| 1870                                     | 1873                          | André Candelon                 |           |         |
| 1873                                     | 1877                          | François Beraut                |           |         |
| 1877                                     | 1878                          | Eloi Candelon                  |           |         |
| 1878                                     | 1880                          | Emmanuel de Reversat de Marsac |           |         |
| 1880                                     | 1884                          | Antoine Pujos                  |           |         |
| 1884                                     | 1891                          | Jean Navarre                   |           |         |
| 1891                                     | 1897                          | Isidore Navarre                |           |         |
| 1897                                     | 1899                          | Albert Pujos                   |           |         |
| 1899                                     | 1918                          | Elie Cadeot                    |           |         |
| 1918                                     | 1926                          | Adolphe Techine                |           |         |
| 1926                                     | 1929                          | Auguste Vedel                  |           |         |
| 1929                                     | 1945                          | Elie Cadeot                    |           |         |
| 1945                                     | 1959                          | Elie Candelon                  |           |         |
| 1959                                     | 1983                          | René Moussaron                 |           |         |
| 1983                                     | 1995                          | André Cadeot                   |           |         |
| 1995                                     | 2014                          | Serge Forlay                   |           |         |
| mars 2014                                | En cours (au 16 juillet 2014) | Pascal Guerin                  |           |         |
| Les données manquantes sont à compléter. |                               |                                |           |         |

## Démographie
Ses habitants sont appelés les Poupasois.

L'évolution du nombre d'habitants est connue à travers les recensements de la population effectués dans la commune depuis 1793. Pour les communes de moins de 10 000 habitants, une enquête de recensement portant sur toute la population est réalisée tous les cinq ans, les populations de référence des années intermédiaires étant quant à elles estimées par interpolation ou extrapolation. Pour la commune, le premier recensement exhaustif entrant dans le cadre du nouveau dispositif a été réalisé en 2004.

En 2022, la commune comptait 88 habitants, en évolution de +8,64 % par rapport à 2016 (Tarn-et-Garonne : +3,12 %, France hors Mayotte : +2,11 %).
| 1793 | 1800 | 1806 | 1821 | 1831 | 1836 | 1841 | 1846 | 1851 |
| ---- | ---- | ---- | ---- | ---- | ---- | ---- | ---- | ---- |
| 504  | 501  | 511  | 520  | 536  | 473  | 479  | 455  | 420  |

| 1856 | 1861 | 1866 | 1872 | 1876 | 1881 | 1886 | 1891 | 1896 |
| ---- | ---- | ---- | ---- | ---- | ---- | ---- | ---- | ---- |
| 415  | 382  | 374  | 370  | 352  | 329  | 325  | 272  | 266  |

| 1901 | 1906 | 1911 | 1921 | 1926 | 1931 | 1936 | 1946 | 1954 |
| ---- | ---- | ---- | ---- | ---- | ---- | ---- | ---- | ---- |
| 240  | 257  | 260  | 213  | 211  | 203  | 208  | 204  | 171  |

| 1962 | 1968 | 1975 | 1982 | 1990 | 1999 | 2004 | 2006 | 2009 |
| ---- | ---- | ---- | ---- | ---- | ---- | ---- | ---- | ---- |
| 180  | 132  | 138  | 117  | 101  | 97   | 88   | 85   | 93   |

| 2014 | 2019 | 2022 | - | - | - | - | - | - |
| ---- | ---- | ---- | - | - | - | - | - | - |
| 83   | 85   | 88   | - | - | - | - | - | - |

## Économie

### Emploi
|                | 2008   | 2013   | 2018   |
| -------------- | ------ | ------ | ------ |
| Commune        | 10,2 % | 6,4 %  | 8,9 %  |
| Département    | 8,4 %  | 10,2 % | 10,3 % |
| France entière | 8,3 %  | 10 %   | 10 %   |

En 2018, la population âgée de 15 à 64 ans s'élève à 44 personnes, parmi lesquelles on compte 68,9 % d'actifs (60 % ayant un emploi et 8,9 % de chômeurs) et 31,1 % d'inactifs,. En  2018, le taux de chômage communal (au sens du recensement) des 15-64 ans est inférieur à celui de la France et du département, alors qu'en 2008 la situation était inverse.
La commune est hors attraction des villes,. Elle compte 4 emplois en 2018, contre 13 en 2013 et 15 en 2008. Le nombre d'actifs ayant un emploi résidant dans la commune est de 28, soit un indicateur de concentration d'emploi de 14,3 % et un taux d'activité parmi les 15 ans ou plus de 42,1 %.
Sur ces 28 actifs de 15 ans ou plus ayant un emploi, 4 travaillent dans la commune, soit 14 % des habitants. Pour se rendre au travail, 78,6 % des habitants utilisent un véhicule personnel ou de fonction à quatre roues, 7,1 % les transports en commun et 14,3 % n'ont pas besoin de transport (travail au domicile).

### Activités hors agriculture
3 établissements sont implantés  à Poupas au 31 décembre 2019.
Le secteur des autres activités de services est prépondérant sur la commune puisqu'il représente 33,3 % du nombre total d'établissements de la commune (1 sur les 3 entreprises implantées  à Poupas), contre 9,3 % au niveau départemental.

### Agriculture
|               | 1988  | 2000 | 2010 | 2020 |
| ------------- | ----- | ---- | ---- | ---- |
| Exploitations | 20    | 13   | 12   | 6    |
| SAU (ha)      | 1 033 | 567  | 843  | 188  |

La commune est dans la Lomagne, une petite région agricole située dans le sud-ouest du département de Tarn-et-Garonne. En 2020, l'orientation technico-économique de l'agriculture  sur la commune est la culture de céréales et/ou d'oléoprotéagineuses. Six exploitations agricoles ayant leur siège dans la commune sont dénombrées lors du recensement agricole de 2020 (20 en 1988). La superficie agricole utilisée est de 188 ha,,.

## Culture locale et patrimoine

### Mairie de Poupas

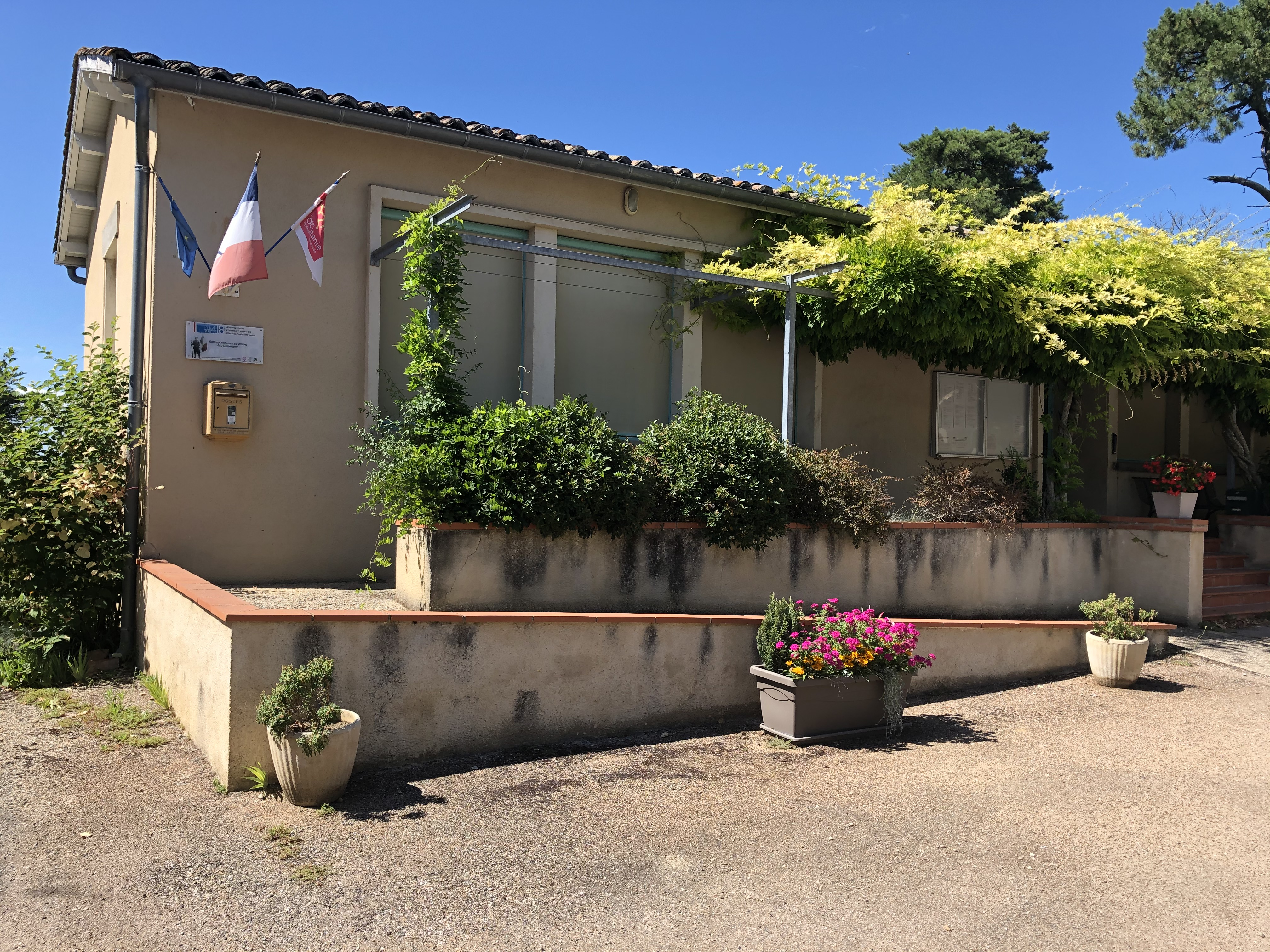
Mairie de Poupas

La mairie de Poupas se situe au centre du village près de l'église.

### Église Saint-Christophe de Poupas

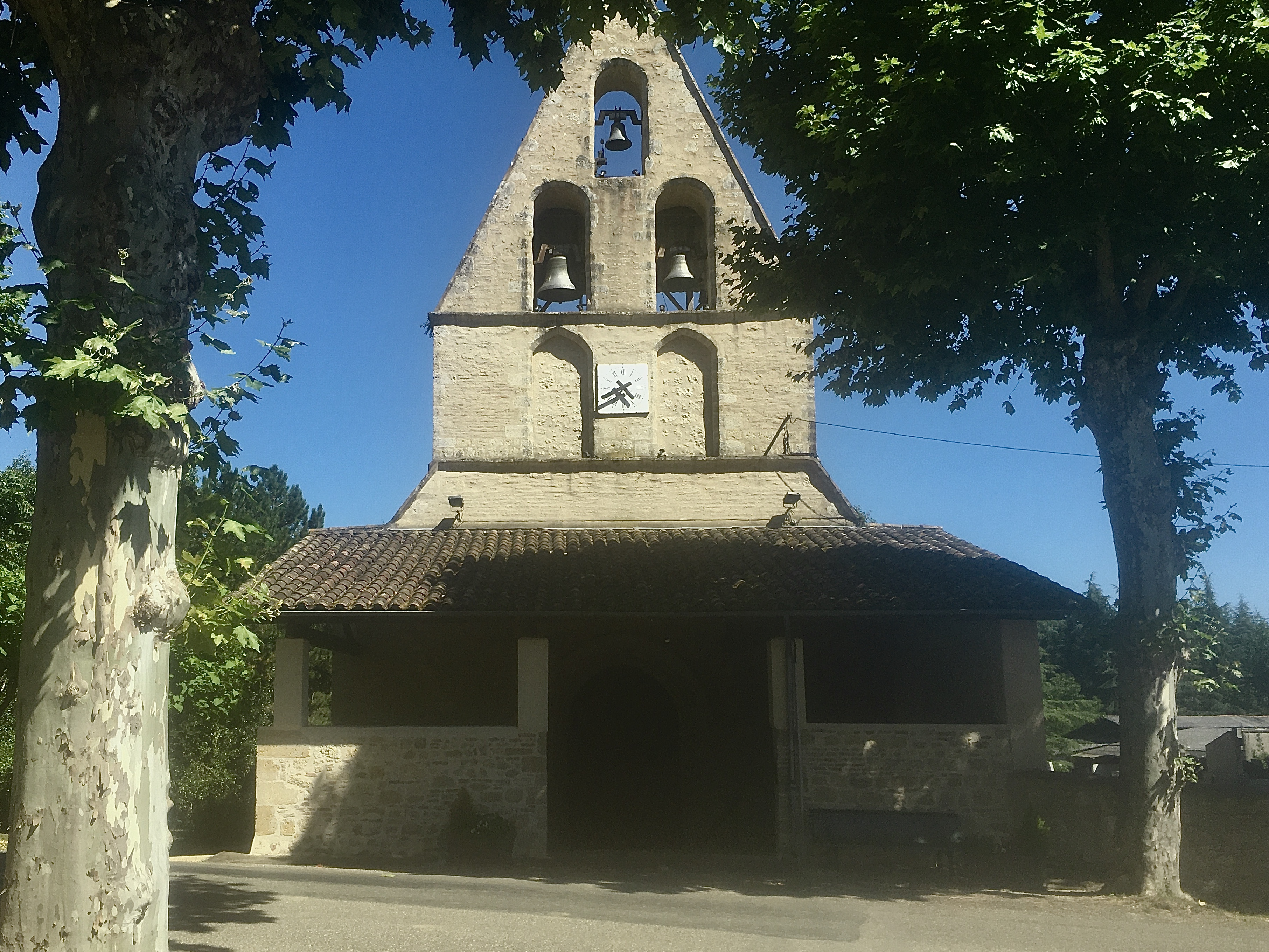
Église Saint Christophe de Poupas

Située en plein cœur du village, l’église paroissiale Saint-Christophe se dresse face à la place centrale.
L'édifice est référencé dans la base Mérimée et à l'Inventaire général Région Occitanie. Plusieurs objets sont référencés dans la base Palissy (voir les notices liées).
De type clocher-mur, sa construction a commencé dans la deuxième moitié du XVe siècle. La chapelle sud, actuelle sacristie, fut construite au XVIIIe siècle Une chapelle Nord a été détruite en 1902.
Les cérémonies religieuses au sein de l’église sont aujourd’hui occasionnelles.

### Château duXVIIesiècle

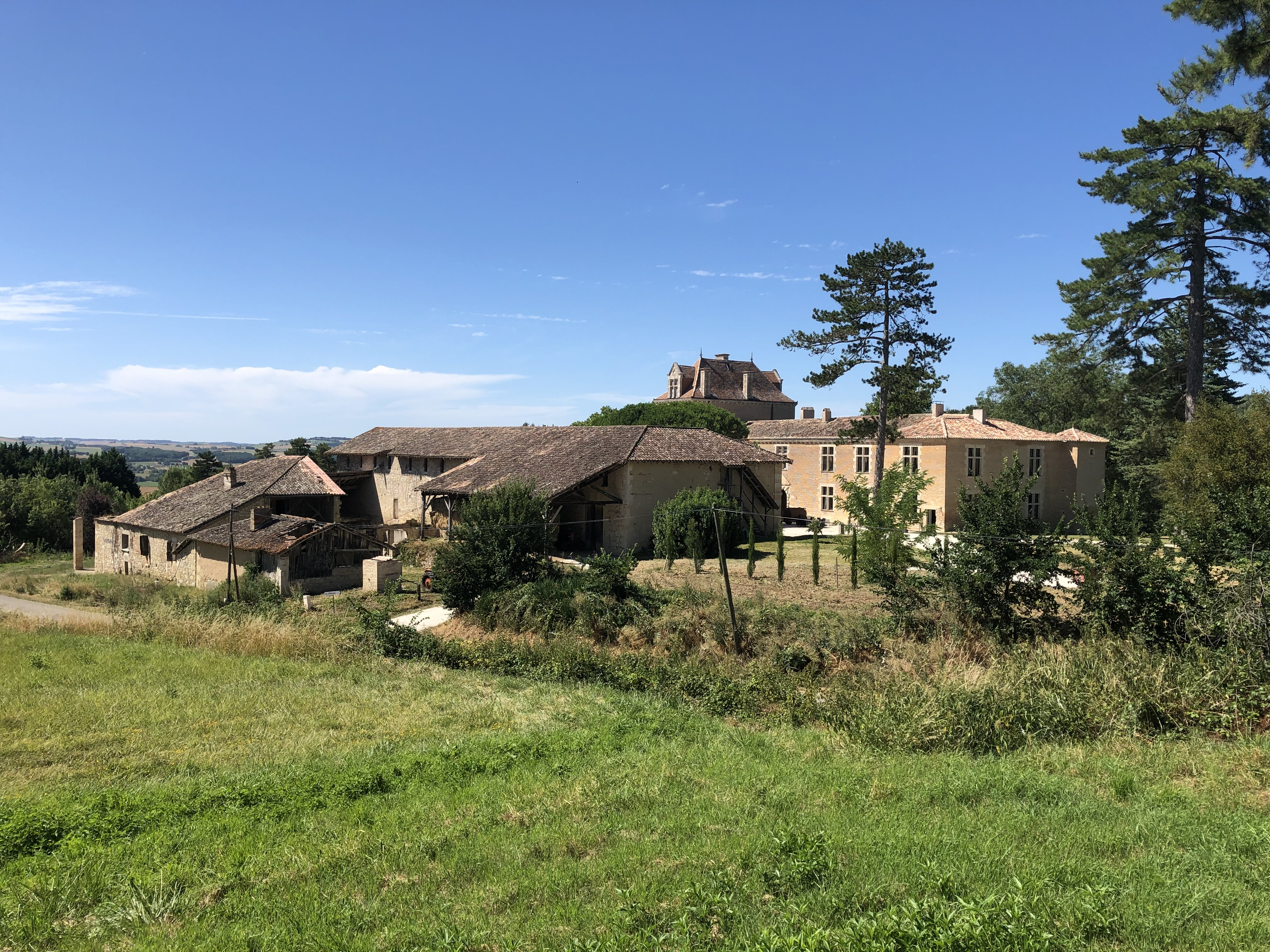
Château de Poupas

Le château de Poupas, aujourd’hui détruit, appartenait aux vicomtes de Lomagne depuis 1306. De nos jours, seules quelques ruines de cet édifice subsistent.
La demeure actuelle a été  construite au XVIIe siècle pour la famille d’Arbieu. L'édifice sera ensuite signalé en ruine au XIXe siècle et reconstruit partiellement vers 1860 avec adjonction d'une aile à l’Ouest.
Actuellement propriété privée, il n’est pas ouvert à la visite.
D'autres édifices ont pu exister sur ce territoire communal, mais ils ont disparu depuis longtemps. Les guerres de religion, la révolution, la dépopulation et l’indifférence sont les principales causes de leur destruction.

## Pour approfondir